# Замок Грег
Замок Грег — це археологічні залишки римського фортеці в Харберні на плантації Камілті, приблизно в трьох милях на південний схід від Вест-Колдера, Вест-Лотіан, що у Шотландії . 
Ділянка становить менше акра і знаходиться недалеко від B7008.  Це одне з найкраще збережених римських земляних споруд у країні,  Вперше воно було розкопане в 19 столітті сером Деніелом Вілсоном. Внутрішні розкопки були проведені в 1852 році.
Залишки мають вигляд двох оборонних ровів, які захищають добре помітний прямокутний вал.  Спочатку ці рови мали принаймні п’ятнадцять футів у глибину. Вал за ровами, у деяких місцях, все ще має висоту до п’яти футів, хоча, очевидно, коли фортецю використовували, вона була набагато вище. На валу стояв дерев’яний частокіл, щонайменше, десять футів заввишки, з доріжкою, що проходила по довжині фортеці. У східному кінці є вхід через вал, над яким мала б стояти дерев’яна вежа, прикріплена до ходу.
Від плоскої внутрішньої частини фортеці залишилося дуже мало, хоча відомо, що всередині було два ряди бараків, між якими був колодязь. Під час розкопок інтер’єру 1852 року з колодязя між двома бараками було виявлено кераміку.
Замок Грег, швидше за все, використовувався як контрольна база для дороги зі сходу на захід, що проходить уздовж підніжжя сусідніх Пентлендів, від Форта до долини Клайд .
Назва Castle Greg, можливо, походить від римської назви Camulosessa Præsidium, від сусідньої Camilty, яка сама походить від Camulos Tref – буквально, село Camulos .